# Donato Calvi
Donato Calvi (Bergamo, 11 novembre 1613 – Bergamo, 6 marzo 1678) è stato un letterato e religioso italiano.

## Biografia
Nato a Bergamo da una famiglia originaria di Piazza Brembana, piccolo paese della Val Brembana, intraprese fin da giovane gli studi ecclesiastici, prendendo i voti religiosi nel convento di Sant'Agostino. Ben presto venne promosso a ruolo di priore nello stesso convento, dove si dedicò all'insegnamento di materie quali teologia e filosofia.
Si distinse inoltre per numerose attività caritatevoli, tra cui l'insegnamento presso le scuole dell'ente della Misericordia Maggiore (MIA), fondato da Pinamonte da Brembate. La sua passione per la letteratura lo portò alla continua ricerca di nuove iniziative culturali, tra le quali la fondazione dell'Accademia degli Eccitati.
Questo circolo venne istituito nel 1645 presso il monastero di cui faceva parte, e padre Donato Calvi vi adottò lo pseudonimo di Ansioso, con il quale effettuò notevoli disquisizioni in ambito letterario e filosofico.
Ai dibattiti, animati principalmente dall'abate stesso, da Bonifacio Agliardi e Clemente Rivola, interveniva un numero sempre crescente di partecipanti, obbligando il trasferimento delle discussioni nel Palazzo della Città e in edifici molto più capienti.
Ma l'opera con la quale passò alla storia fu l'Effemeride sacra profana di quanto di memorabile sia successo in Bergamo, cronaca minuziosa di tutti i fatti accaduti a Bergamo e provincia nel corso di un intero anno solare, raggruppati giorno per giorno.
Questa sua fatica, pubblicata in tre volumi nel 1676, riportava sia fatti realmente accaduti consultando numerosi archivi, che altri legati a fonti orali. Ne risultò un'opera tale da fornire uno spaccato sulla vita reale del tempo, farcita di eventi reali ma anche di leggende che narravano di draghi, folletti, mostri e prodigi di ogni genere.
Contestualmente, la descrizione minuziosa del territorio e degli eventi secenteschi (con fatti riconducibili anche ai secoli precedenti), la rende un'opera tuttora molto preziosa e consultata, fondamentale per la conoscenza della storia di Bergamo.
Nel 1678, due anni dopo la pubblicazione di questa sua principale opera, padre Donato Calvi morì presso il suo convento di Sant'Agostino.

## Opere
- Effemeride sacra profana di quanto di memorabile sia successo in Bergamo, 1676
- La scena letteraria degli scrittori bergamaschi aperta alla curiosità dei suoi cittadini, Bergamo, 1664, SBN LO1E060410.
- Campidoglio de guerrieri, et altri illustri personaggi di Bergamo del p. Donato Calvi ... All'illustriss., et eccellentiss. sig. Nicolo Venieri procuratore di S. Marco, Milano, Francesco Vigone, 1668, SBN UM1E005984.
- Se più in un giovin disdica mancanza d'amore, o ad un vecchio l'esser bersaglio de strali di Cupido
- Se sia più utile nel mondo l'oro o il ferro
- Se più vaglia in amore beltà di corpo o di virtù